# The Singer
The Singer ist das siebte Studioalbum von Liza Minnelli. Es erschien 1973; benannt wurde es nach dem gleichnamigen Song von Walter Marks und beinhaltete aktuelle Singer-Songwriter-Hits.

## Hintergrund
Nach den Erfolgen der Soundtracks von Cabaret und Liza with a ‘Z’, beide mit Gold ausgezeichnet, wurde Liza Minnelli vom Label Columbia Records unter Vertrag genommen. Nachdem ihre internationale Popularität durch Cabaret und den für das Fernsehen produzierten Konzertfilm Liza with a ‘Z’. A Concert for Television schlagartig vergrößert wurde, hoffte man nun durch die gekonnte Nutzung von Minnellis Potenzial auch auf den kommerziellen Erfolg eines modernen Pop-Albums.
Eigens für Minnelli wurden keine neuen Songs geschrieben; in die Arrangements fanden populäre Lieder wie Bill Withers’ Use Me oder Stevie Wonders You Are the Sunshine of My Life Eingang. Sie nahm keinen Song ihres Lieblingstexters Fred Ebb ins Repertoire auf.

## Trackliste
1. I Believe in Music (Mac Davis) – 3:39
2. Use Me (Bill Withers) – 3:41
3. I’d Love You to Want Me (Lobo) – 3:38
4. Oh, Babe, What Would You Say? (Smith) – 3:33
5. You’re So Vain (Carly Simon) – 3:32
6. Where Is the Love? (Ralph MacDonald, William Salter) – 2:50
7. The Singer (Walter Marks) – 2:33
8. Don’t Let Me Be Lonely Tonight (James Taylor) – 3:51
9. Dancing in the Moonlight (Sherman Kelly) – 3:20
10. You Are the Sunshine of My Life (Stevie Wonder) – 2:39
11. Baby Don’t Get Hooked on Me (Mac Davis) – 2:51

## Singles
Das Lied The Singer wurde bereits 1972 von Columbia als Single veröffentlicht; auf seiner B-Seite befand sich der Song Mr. Emory.

## Rezeption
Der Musikkritiker William Ruhlmann betont, dass nach Cabaret und Liza with a ‘Z’ kaum ein vergleichbares, ähnlich niveauvolles Konzept gefunden werden konnte, um die Unterhaltungskünstlerin Liza Minnelli in ihrer Gesamtheit nun auch als Studiosängerin zu etablieren. Bei diesem Album fordere einzig das Lied The Singer ihr ganzes Talent als Sängerin. Insgesamt wirke es, als hätte die Künstlerin höchstselbst die einzelnen Tracks zufällig ausgewählt, während sie auf der Fahrt zum Aufnahmestudio das Autoradio hörte. Sie gebe tatsächlich ihr Bestes, doch die Lieder wären zuvor durch die originalen Singer-Songwriter der Saison 1972/73 (Mac Davis, Carly Simon, James Taylor, Bill Withers) wesentlich glaubwürdiger dargeboten worden. The Singer sei eine verpasste Chance gewesen, Minnelli ebenso zu einer Karriere als Popsängerin zu verhelfen wie zu solch einer als Schauspielerin und Live-Entertainerin.
The Singer ist mit einem Einstieg in die Top 40 der Billboard Charts das bis heute höchstplatzierte Studioalbum Minnellis auf dem US-amerikanischen Markt.